# Круг (роман)
Круг (транслит.) је јапански мистични хорор роман Коџија Сузукија први пут објављен 1991. године, а смештен је у савремени Јапан. Роман је био први у серији романа Круг, и први у трилогији, заједно са два наставка: Спирала (1995) и Петља (1998). Оригинални роман Круг продат је у 500.000 примерака до јануара 1998. године и 1,5 милиона примерака до јула 2000. године. Круг је био основа за франшизу Круг, укључујући телевизијски филм из 1995. (Круг: Канзенбан), истоимени позоришни филм из 1998. (Рингу), телевизијску серију (Круг: Завршно поглавље) и два међународна римејка филма из 1998: јужнокорејска верзија (Круг вирус) и верзија на енглеском језику (Круг).

## Радња књиге
Након што је сазнао да су три тинејџера умрла у исто време и на исти бизаран начин као и његова нећака, репортер Казујуки Асакава из Дејли њуза започиње личну истрагу. Његова потрага га води у South Hakone Pacific Land Lodge, одмаралиште у којем су млади били заједно недељу дана пре смрти. Тамо проналази мистериозну неозначену видео-касету која приказује 20-минутни низ апстрактних и стварних сцена и завршава се текстуалним упозорењем да гледаоцу остаје још недељу дана живота. Следећи део, који наводно објашњава „шарм” – средство за избегавање смрти – је преписан рекламом. 
Трака ужасава Асакаву. Очајнички желећи да избегне своју судбину, узима траку и тражи помоћ свог старог пријатеља из средње школе Рјуџија Такајаме, сада универзитетског професора филозофије. Заинтригиран, Рјуџи гледа траку и тражи копију за учење код куће, на шта се Асакава обавезује. 
Док Рјуџи сецира снимак како би открио где је снимљен и емитован, Асакава јури друге трагове. Одлази кући само да би сазнао да је његова жена из радозналости погледала видео-снимак са њиховом малом ћерком у крилу.
Следећег дана, Рјуџи закључује да су тренуци скорог мрака који се појављују током стварних сцена вероватно узроковани трептањем уређаја за снимање. Њих двоје путују у Камакуру и приступају личној архиви паранормалних случајева пронађених у Јапану. Трагајући за особама са психичким способношћу фотографисања, проналазе запис о Садако Јамамури, младој жени која је рођена на острву Изу Ошима. 
Рјуџи теоретизира да је Садако већ мртва, а последњи део траке садржи оно што је желела да гледаоци постигну. Да би то схватили, путују у Изу Ошиму да сазнају о њеној прошлости. Заглављени на острву због јаке олује, пар не може да открије ништа што би помогло у решавању мистерије. Чак и уз помоћ Ошиме и Јошина, Асакавиних колега, успели су само да саставе Садакину временску линију до пре 30 година. 
Како се њихов рок приближава, Рјуџи има идеју да поново пронађе постојање одмаралишта. Јошино сазнаје да је одмаралиште некада било лечилиште за туберкулозу, где је Садакин отац живео последњих дана, а једино преживело особље које је тамо радило у периоду близу Садакиног нестанка је лекар опште праксе Нагао Џотаро. 
Након што олуја прође, њих двоје путују у ординацију др Џотароа и препознају га као агресивног човека на снимку. Рјуџи притиска др Џотароа за одговоре. Доктор је признао да је био заљубљен у Садако и, као да је вођен нечим изван себе, силовао ју је у напуштеној колиби дубоко у шуми, при чему је заразио малим богињама и сазнао да је интерсексуална. Вођен истом необјашњивом принудом (коју дуо касније закључује као Садакоину контролу ума) он је дави и баца у оближњи бунар, који се налази испод ложе у South Hakone Pacific Land-а. Верујући да Садакин бес и психичке моћи пројектују слике на траку, двојица трче назад у ложу. Претпостављајући да је њена воља да буде ослобођена, лоцирају бунар испод кабине, а Асакава проналази њене остатке. Асакавин рок од 7 дана пролази са њим живим, убеђујући их да је клетва сломљена. 
Следећег дана се разилазе и Асакава враћа Садакине остатке њеној широј породици. Те ноћи, Рјуџи осећа да му се ближи смрт. У својим последњим тренуцима, он закључује шта је стварни шарм. Позива своју помоћницу и повереницу Маи Такано, али успева само да врисне пре него што умре. Асакава сазнаје од Маи да је Рјуџи мртав. 
Успаничен како се ближи рок за његову жену и дете, Асакава покушава да схвати зашто је поштеђен. Рјуџи се појављује у визији и води га до одговора. Садакине психичке моћи су се комбиновале са вирусом малих богиња и створиле паранормални вирус, који је желео да се шири преко копија траке. Шарм је копирати траку и показати је неком другом. Остало му је пет сати, Асакава трчи до куће родитеља своје жене са касетом и видеорекордером, бирајући да ослободи „апокалиптично зло” за добробит своје мале породице.

## Ликови
- Казујуки Асакава: Протагониста књиге, он је новински извештач из Токија чија је репутација у прошлости била помало нарушена у вези са модом за НЛО-има и духовима. Он има жену Шизуку (у преводу романа на енглески, њено име је погрешно преведено као Шизу) и ћерку Јоко.

- Рјуџи Такајама: Асакавин пријатељ кога ангажује да му помогне да реши загонетку загонетке. трака. Био је доктор, али је касније постао професор филозофије на познатом универзитету у току времена када се прича догодила. Будући да је необичног менталног расположења, а такође је и генијалан, Рјуџи је обично говорио да је сврха његовог живота да посматра крај човечанства. Рјуџи такође тврди да је силоватељ, иако је нејасно да ли су ове тврдње тачне или не, јер је можда у питању превара коришћена да се спријатељи са тихим Асакавом. Он је заправо био усамљена особа која се борила да живи мирно у друштву. Рјуџи има још значајније улоге у наставцима Спирала и Петља.

- Шизука и Јоко Асакава: Асакавина жена и ћерка. Када Шизука несвесно гледа уклети видео са Јоко у крилу, они постају Асакавина примарна мотивација за решавање загонетке траке.

- Садако Јамамура: Невиђени антагониста књиге која је нестала пре тридесет година и такође је особа иза инцидента проклете траке. Она је, у ствари, била интерсексуалац са посебним моћима сличним ЕСП-у. За њу се говорило да је изузетно лепа.

- Шизуко Јамамура: Садакина мајка, која је поседовала моћи сличне моћима њене ћерке. Она се бацила у кратер планине Михара након неуспешне демонстрације телепатије, због зле воље присутних новинара, и проглашена је преварантом.

## Адаптације књиге
Након објављивања књиге направљено је неколико адаптација, укључујући манга адаптацију романа коју је 1996. објавио Коухироу Нагаи. Године 1999. Мисао Инагаки је направила другу мангу која је преузела елементе романа, филмске и телевизијске верзије Круга.
Филмови:
- Круг: Канзенбан (1995)
- Рингу (1998)
- Круг вирус (1999)
- Круг (2002)

ТВ серије:
- Круг: Завршно поглавље (1999)

Манга
- Круг (1996)
- Круг (2 волумена) (1999)

Аудио-драме:
- Круг (1996)
- Круг (2015)